# The Carnival (film 1911)
The Carnival è un cortometraggio muto del 1911 diretto da Sidney Olcott. L'azione si svolge nell'ambiente bohémien parigino, nel Quartiere Latino.

## Produzione
Il film fu prodotto dalla Kalem Company. Venne girato a Jacksonville, Florida.

## Distribuzione
Distribuito dalla General Film Company, il film - un cortometraggio di una bobina - uscì nelle sale cinematografiche statunitensi il 12 maggio 1911.